# Рудня-Сидорівська
Рудня-Сидорівська — село в Україні, у Іванківській селищній громаді Вишгородського району Київської області. Населення становить 31 особу.

## Історія
7 (20) листопада 1917 року, відповідно до Третього Універсалу Української Центральної Ради, увійшло до складу Української Народної Республіки.
19 липня 2020 року, в результаті адміністративно-територіальної реформи та ліквідації Іванківського району, село увійшло до складу новоутвореного Вишгородського району.
З кінця лютого до 1 квітня 2022 року під час російсько-української війни село було окуповане російськими військами.

## Населення
За даними перепису 2001 року населення села становило 31 особу, з них 87,1 % зазначили рідною українську мову, а 12,9 % — російську.